# Slag om Hasselt

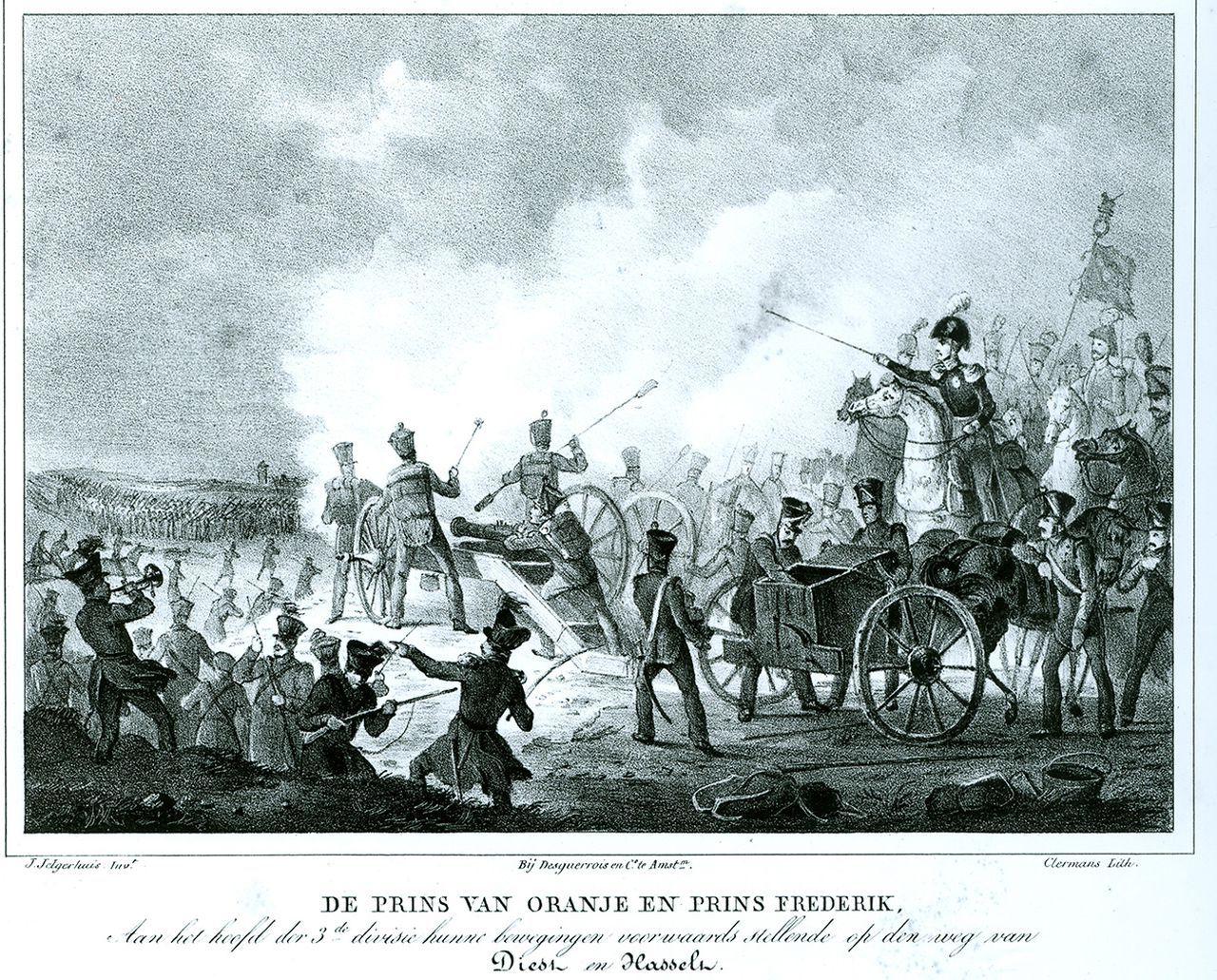
Het Nederlandse leger op de weg van Diest naar Hasselt

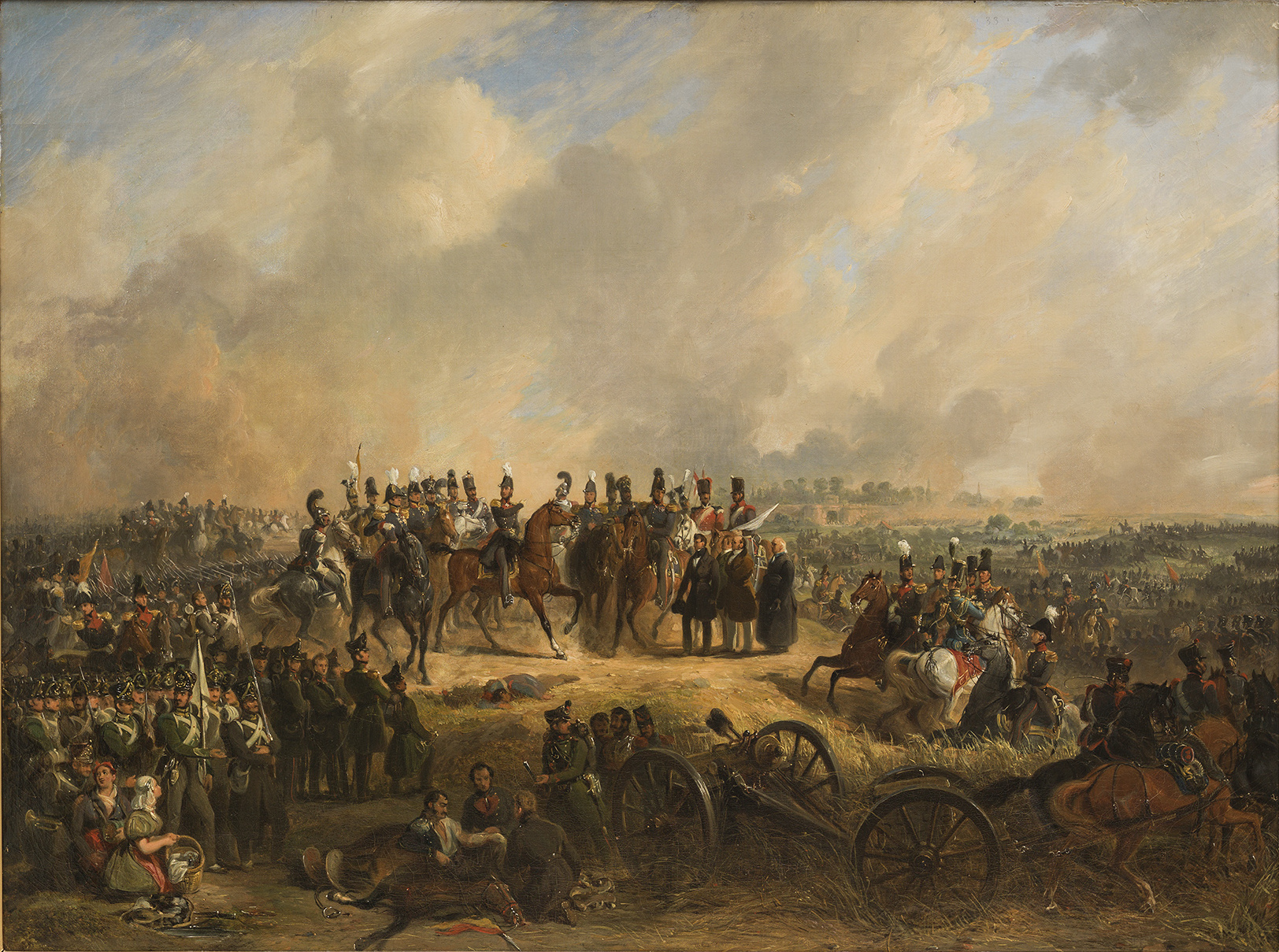
Overgave van Hasselt door J.W. Pieneman

De Slag bij Hasselt vond plaats op 8 augustus 1831 tijdens de Tiendaagse Veldtocht. Het Belgische Maasleger onder commandant Daine werd hierin bij Hasselt verslagen door prins Willem van Oranje.
De Prins van Oranje voerde als opperbevelhebber een veldleger van 36.000 man aan. Hij was van plan om zich tussen het Scheldeleger onder bevel van Michel de Tiecken de Terhove en het Maasleger te wringen om Brussel te bezetten. Het Maasleger onder Daine bestond uit 14.500 man. Zij waren onvoldoende geoefend en gewapend en moesten het volgens Colenbrander stellen zonder behoorlijke artillerie.
In de Slag bij Kermt had het Belgische leger onverwacht gezegevierd. 's Anderendaags, op 8 augustus 1831, keerde de Prins van Oranje zich tegen hetzelfde Maasleger dat zich te Hasselt bevond. Het plan was, om het met drie divisies en vanaf drie kanten in de tang te nemen. Terugtrekken, met het Nederlandse Maastricht in de rug, zou moeilijk zijn.
Een kleine Belgische tegenstand wist een van de optrekkende divisies te verleiden zich als geheel op de verovering van één plaatsje (Kuringen) te storten. Het tijdsverlies dat hierdoor ontstond gaf het Maasleger meer tijd om terug te trekken. Daine liet zijn leger van Hasselt naar Tongeren terugtrekken. Met enkele detachementen en een paar kanonnen liet hij Hasselt verdedigen om het leger de tijd te geven op zijn weg naar Tongeren. De Nederlanders, die bij Hasselt de stellingen betrokken, kregen door dat het Maasleger aan het terugtrekken was en namen Hasselt snel in. De Nederlandse ruiterij wist het Maasleger richting Tongeren in te halen en veroorzaakte daarbij paniek in de achterhoede van het terugtrekkende leger. Pas ter hoogte van Kortessem wisten de Belgen enkele kanonnen op te stellen om tegenvuur te geven. De Nederlanders staakten hierop de strijd. Het Maasleger was volledig ontregeld. De overgebleven manschappen trokken naar Luik. Doordat een van de Nederlandse divisies haar dagorders te laat had ontvangen, kwam ze te laat om de afmars naar Luik te blokkeren. Daine ontsnapte uit de beoogde tang.
De Nederlanders namen bijna vierhonderd manschappen gevangen en maakten een groot deel van de achtergelaten wapenuitrusting van het Maasleger buit. Ongeveer 700 man sneuvelde aan de kant van het Maasleger. Naar verluidt waren de verliezen aan Nederlandse zijde gering.
Het Maasleger werd door de Prins van Oranje niet volledig vernietigd; hij staakte, mogelijk uit politieke overwegingen, de achtervolging.